# Estádio Bento de Abreu Sampaio Vidal
O Estádio Municipal Bento de Abreu Sampaio Vidal, também conhecido como Abreuzão é um estádio de futebol localizado no município de Marília, em São Paulo, casa do Marília Atlético Clube. Seu nome é uma homenagem a um dos fundadores da cidade de Marília, Bento de Abreu Sampaio Vidal.
O Estádio Abreuzão foi inaugurado no dia 4 de abril de 1967. Situa-se na avenida Vicente Ferreira, 152 no Bairro Tangará, sua capacidade máxima é de 15.010 pessoas e suas dimensões são de 105 x 68 metros. 